# Dicranota (Rhaphidolabis) commutata
Dicranota (Rhaphidolabis) commutata is een tweevleugelige uit de familie Pediciidae. De soort komt voor in het Palearctisch gebied.